# Neckera shanwanica
Neckera shanwanica là một loài rêu trong họ Neckeraceae. Loài này được P.C. Wu & Y.H. Feng mô tả khoa học đầu tiên năm 1978.